# 葉利尼亞區

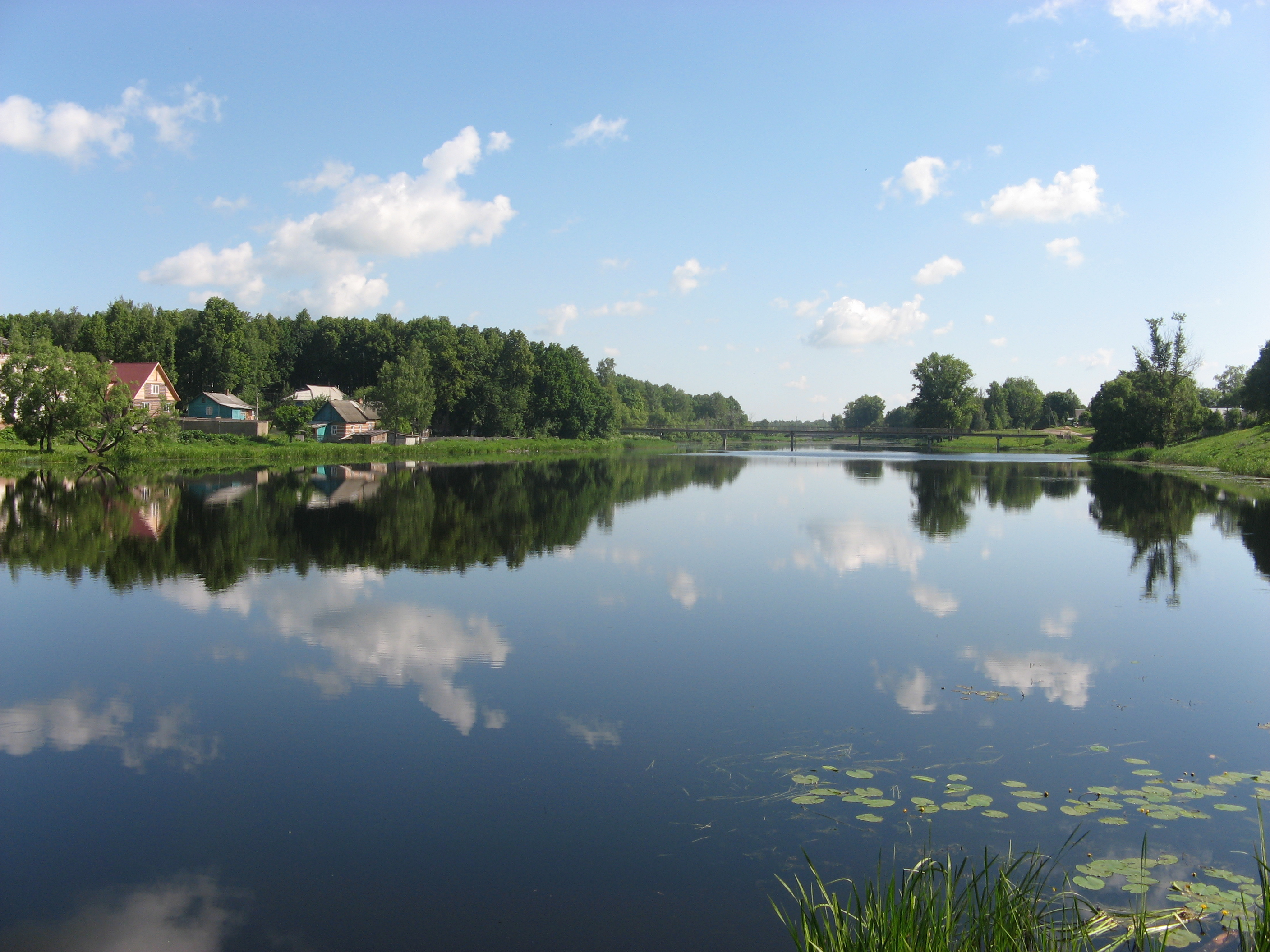

54°34′N 33°10′E / 54.567°N 33.167°E
葉利尼亞區（俄语：Ельнинский райо́н）是俄羅斯的一個區，位於該國西部，由斯摩棱斯克州負責管轄，面積1,808.15平方公里，2010年人口14,948，人口密度每平方公里8.27人。